# HD 85622
HD 85622，又名CD-45 5508，SAO 221553、HR 3912，是一颗恒星，视星等为4.58，位于銀經273.7，銀緯5.87，其B1900.0坐标为赤經9h 47m 48.8s，赤緯-46° 5.87′ 43″。